# Bastam (West-Aserbaidschan)

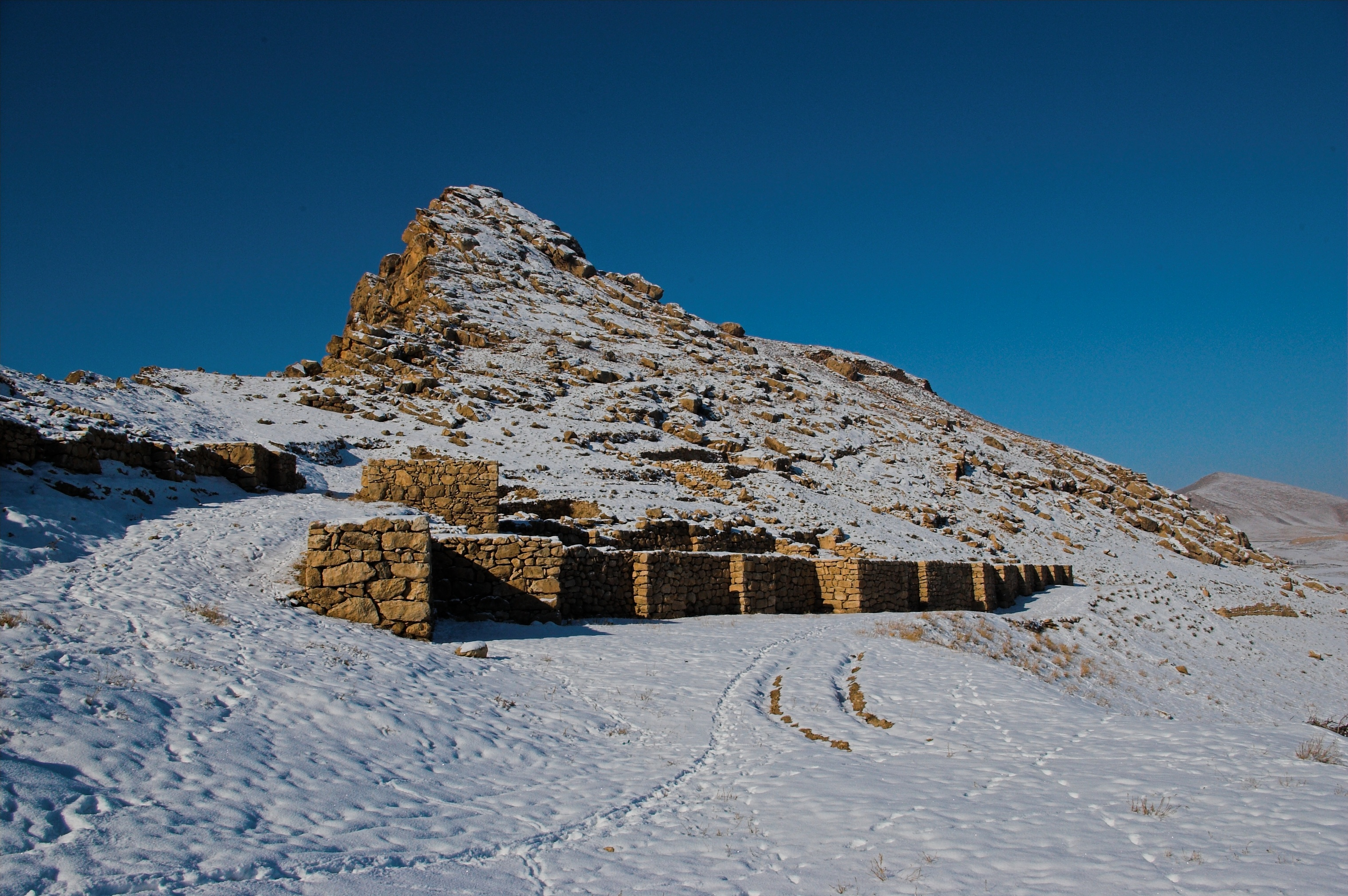
Die urartäische Hauptfestung in Bastam.

Bastam (persisch بسطام, DMG Basṭām; Urartäisch Rusai URU.TUR) ist eine urartäische Hauptfestung aus dem 7. Jahrhundert v. Chr. Sie ist nach dem in unmittelbarer Nähe gelegenen Dorf benannt und liegt in der iranischen Provinz West-Aserbaidschan.

## Lage
Bastam befindet sich im äußersten Nordwesten des Iran, 50 km nördlich der Stadt Choy und nahe den Grenzen zur Türkei und der Autonomen Republik Nachitschewan. Die Stadt hat laut Berechnung 2012 7881 Einwohner.
Die antike Festung befindet sich auf einem 1300 m über dem Meeresspiegel gelegenen Felsrücken hoch über dem modernen Dorf am linken Ufer des Aq-Çay. Letzterer diente über ein Kanalsystem in urartäischer Zeit zur Bewässerung der fruchtbaren Qara Zia ed-Din Ebene. Neben der Kontrolle über die angrenzende Ebene bestand die Funktion der Festung in der Sicherung der Ost-West-Verbindung zwischen der Hauptstadt Tušpa (heute Van) mit den urartäischen Gebieten im heutigen Aserbaidschan und Armenien.

## Geschichte
Wie Ausgrabungen auf dem Gebiet des Dorfes ergaben, war Bastam bereits im 3. Jahrtausend v. Chr. besiedelt. Im 9. Jahrhundert v. Chr. wurde das Gebiet Teil des Urartäischen Reiches. Zu dieser Zeit wurde eine kleine Festung errichtet, die später der Zitadelle weichen musste. Bedeutung erlangte Bastam erst in der ersten Hälfte des 7. Jahrhunderts v. Chr., als der urartäische König Rusa II. sein Königreich reorganisierte. Unter dessen Residenzen Ayanıs, Kefkalesı und Karmir Blur stellte Bastam bei weitem die stärkste Festung dar. Nach Tušpa war Bastam die größte urartäische Festung überhaupt. Dennoch wurde die Festung noch während der Herrschaft Rusas vermutlich von Skythen erobert, niedergebrannt und nicht wieder aufgebaut.

## Entdeckung und Ausgrabungen
Erste Informationen über die Festung stammen aus der Inschrift eines Fundaments, angeblich aus dem Dorf Bastam, die 1910 veröffentlicht wurde. Der tatsächliche Herkunftsort wurde erst 1967 von Wolfram Kleiss vom Deutschen Archäologischen Institut, Außenstelle Teheran, entdeckt. Kleiss leitete die Ausgrabungen des DAI von 1969 und 1978. 1999 setzte die Iranische Organisation für kulturelles Erbe (ICHO) die Grabungen fort.
Die Festung erstreckt sich über ein Areal von etwa 800 mal 400 Metern und ist in eine untere, mittlere und obere Zitadelle gegliedert. Die Wehrmauern sind von rechteckigen Türmen und Pfeilern gesäumt. Alle Gebäude bestehen aus getrockneten Lehmziegeln auf hohen Steinfundamenten. Die königliche Residenz befand sich in der oberen Zitadelle ca. 150 v. m über der Ebene. Bei der Freilegung einiger Räume wurden Fragmente von bemaltem Wandputz gefunden.
An botanischen Resten wurden Traubenkerne, Mandeln, Aprikosen, Lindenfrüchte, Getreide, Hülsenfrüchte, Hirse und Sesam gefunden.